# NGC 2305
NGC 2305 este o  situată în constelația . A fost descoperită în  de către .